# Вісник репресій в Україні
Вісник репресій в Україні — друковане щомісячне видання закордонного представництва Української Гельсінкської групи (Нью-Йорк, США). Виходив з січня 1980 паралельно українською й англійською мовами. Видавався частково за рахунок надходжень від передплати, частково за рахунок благодійних пожертвувань української громади в українській діаспорі. Призначався українським громадським організаціям, комітетам оборони і допомоги переслідуваним. Друкувалася систематизована інформація про переслідування в радянській Україні інакодумців — активістів правозахисного руху, дисидентів, представників релігійних громад (зокрема баптистів) тощо, вміщувалася інформація й про інших радянських дисидентів, зокрема А.Сахарова та С.Параджанова. Мав постійні рубрики «Хроніка репресій», «Архів самвидаву», «Новини про засуджених», наводилася бібліографія згадувань про політичні переслідування в УРСР і СРСР у радянській, зарубіжній україно- та іншомовній пресі (згодом робота над цим розділом через об'єктивні і суб'єктивні причини була припинена), регулярно наводилися списки репресованих, біографічні відомості про них та їхні родини, адреси тощо. Мав додаток — «Документи українського патріотичного руху». Редактором-упорядником «Вісника…» була Н.Світлична. Припинив видаватися 1985.